# San Ignacio (Córdova)
San Ignacio (Córdoba) é uma comuna da província de Córdoba, na Argentina.